# Scleria multilacunosa
Scleria multilacunosa är en halvgräsart som beskrevs av Tetsuo Michael Koyama. Scleria multilacunosa ingår i släktet Scleria och familjen halvgräs. Inga underarter finns listade i Catalogue of Life.